# 14e méridien est
En géographie, le 14e méridien est est le méridien joignant les points de la surface de la Terre dont la longitude est égale à 14° est.

## Géographie

### Dimensions
Comme tous les autres méridiens, la longueur du 14e méridien correspond à une demi-circonférence terrestre, soit 20 003,932 km. Au niveau de l'équateur, il est distant du méridien de Greenwich de 1 558 km,.
Avec le 166e méridien ouest, il forme un grand cercle passant par les pôles géographiques terrestres.

### Régions traversées
En commençant par le pôle Nord et descendant vers le sud au pôle Sud, Le 14e méridien est passe par:
| Coordonnées          | Pays, territoire ou mer          | Notes |
| -------------------- | -------------------------------- | --- |
| 90° 00′ N, 14° 00′ E | Océan Arctique                   | |
| 79° 35′ N, 14° 00′ E | Norvège                          | Île du Spitzberg, Svalbard                                                                                    |
| 77° 25′ N, 14° 00′ E | Océan Atlantique                 | Mer de Norvège                                                                                                |
| 68° 20′ N, 14° 00′ E | Norvège                          | Île de Vestvågøy                                                                                              |
| 68° 12′ N, 14° 00′ E | Océan Atlantique                 | Mer de Norvège                                                                                                |
| 67° 17′ N, 14° 00′ E | Norvège                          | Nordland, Røyrvik                                                                                             |
| 64° 53′ N, 14° 00′ E | Suède                            | Strösund |
| 64° 29′ N, 14° 00′ E | Norvège                          | Lierne |
| 64° 03′ N, 14° 00′ E | Suède                            | Comtés de Jämtland, Dalécarlie, Värmland, Lac Vänern, comtés de Västra Götaland, Jönköping, Kronoberg, Scanie |
| 55° 25′ N, 14° 00′ E | Mer Baltique                     | |
| 54° 04′ N, 14° 00′ E | Allemagne                        | Île de Usedom                                                                                                 |
| 53° 51′ N, 14° 00′ E | Lagune de Szczecin               | |
| 53° 46′ N, 14° 00′ E | Allemagne                        | Mecklembourg-Poméranie-Occidentale, Brandebourg, Saxe                                                         |
| 50° 49′ N, 14° 00′ E | Tchéquie                         | |
| 48° 43′ N, 14° 00′ E | Autriche                         | |
| 46° 29′ N, 14° 00′ E | Slovénie                         | |
| 45° 31′ N, 14° 00′ E | Croatie                          | Istrie |
| 44° 48′ N, 14° 00′ E | Mer Adriatique                   | |
| 42° 41′ N, 14° 00′ E | Italie                           | Continet et l'île de Procida                                                                                  |
| 40° 45′ N, 14° 00′ E | Mer Méditerranée                 | Mer Tyrrhénienne                                                                                              |
| 38° 02′ N, 14° 00′ E | Italie                           | Sicile |
| 37° 06′ N, 14° 00′ E | Mer Méditerranée                 | Passe juste l'ouest de l'ile de Gozo, Malte                                                                   |
| 32° 44′ N, 14° 00′ E | Libye                            | |
| 22° 48′ N, 14° 00′ E | Niger                            | |
| 15° 12′ N, 14° 00′ E | Tchad                            | La frontière avec le Nigéria est dans le Lac Tchad                                                            |
| 13° 11′ N, 14° 00′ E | Nigeria                          | |
| 11° 19′ N, 14° 00′ E | Cameroun                         | |
| 2° 10′ N, 14° 00′ E  | République du Congo              | |
| 1° 25′ N, 14° 00′ E  | Gabon                            | |
| 0° 23′ N, 14° 00′ E  | République du Congo              | |
| 0° 13′ S, 14° 00′ E  | Gabon                            | |
| 2° 27′ S, 14° 00′ E  | République du Congo              | |
| 4° 28′ S, 14° 00′ E  | République démocratique du Congo | |
| 5° 51′ S, 14° 00′ E  | Angola                           | |
| 17° 25′ S, 14° 00′ E | Namibie                          | |
| 21° 49′ S, 14° 00′ E | Océan Atlantique                 | |
| 60° 00′ S, 14° 00′ E | Océan Austral                    | |
| 69° 22′ S, 14° 00′ E | Antarctique                      | Terre de la Reine-Maud, revendiquée par la Norvège                                                            |